# Nilobezzia neotropica
Nilobezzia neotropica är en tvåvingeart som först beskrevs av John William Scott Macfie 1940.  Nilobezzia neotropica ingår i släktet Nilobezzia och familjen svidknott. Inga underarter finns listade i Catalogue of Life.